# Bernd Elmar Koziel
Bernd Elmar Koziel (* 9. Oktober 1966 in Ansbach) ist ein deutscher  römisch-katholischer Fundamentaltheologe.

## Leben

### Wissenschaftlicher Werdegang
Koziel studierte katholische Theologie und Philosophie in Bamberg, Tübingen und Innsbruck. 2000 promovierte er zum Dr. theol. an der Universität Innsbruck. Dort habilitierte er sich 2007 für Dogmatische und Ökumenische Theologie und war anschließend als Dozent für dieses Fach tätig. 2010 folgte seine Habilitation für Fundamentaltheologie in Innsbruck und noch im gleichen Jahr die Umhabilitation für das Fach Fundamentaltheologie und vergleichende Religionswissenschaft an der Julius-Maximilians-Universität Würzburg. Seit 2014 ist er außerplanmäßiger Professor für Fundamentaltheologie und vergleichende Religionswissenschaft in Würzburg. Er hatte zwischenzeitlich auch Lehraufträge an der Universität Bamberg, der Philosophisch-Theologischen Hochschule Brixen und der Theologischen Hochschule Fulda inne. Zu den Schwerpunkten seiner Forschung und Lehre gehören die „Gottesfrage heute“ (Glaubensrechenschaft und Gottesbilder), die historische Jesusfrage als hermeneutische Grundfrage, Naturalismus, Atheismus und Religionskritik, Religionstheologie, Theologie der Kultur sowie Christentum und Pluralität.

### Kirchlicher Werdegang
Koziel wurde 1992 in Bamberg zum Priester geweiht. Er war als Kaplan in Nürnberg (1998–2002), priesterlicher Mitarbeiter in der Hochschulseelsorge (Katholische Hochschulgemeinde) in Bamberg (2002–2006) und Pfarrer in Viereth und Trunstadt (2006–2012) tätig. Daneben arbeitete er ab 2004 in der diözesanen Erwachsenen-, Aus- und Fortbildung sowie ab 2008 im Propädeutikum am Priesterseminar Bamberg.
Seit Mai 2012 ist Koziel Geistlicher Rektor der Bildungshäuser Vierzehnheiligen (Bad Staffelstein).  2012 wurde er zudem in sein neues Amt als Domvikar des Bamberger Doms eingeführt. 2020 wurde er Domkapitular. Seit 2021 ist er Leiter der Stabsstelle vom Ökumenereferat des Erzbistums Bamberg.

## Schriften (Auswahl)
- Kritische Rekonstruktion der Pluralistischen Religionstheologie John Hicks vor dem Hintergrund seines Gesamtwerks (= Bamberger theologische Studien. Band 17). Lang, Frankfurt am Main/Berlin/Bern/Bruxelles/New York/Oxford/Wien 2001, ISBN 3-631-38039-9 (zugleich Dissertation, Innsbruck 2000).
- Apokalyptische Eschatologie als Zentrum der Botschaft Jesu und der frühen Christen? Ein Diskurs zwischen Exegese, Kulturphilosophie und Systematischer Theologie über die bleibende Bedeutung einer neuzeitlichen Denklinie (= Bamberger theologische Studien. Band 33). Lang, Frankfurt am Main/Berlin/Bern/Bruxelles/New York/Oxford/Wien 2007, ISBN 3-631-56735-9 (zugleich Habilitationsschrift, Innsbruck 2007).
- mit Wolfgang Klausnitzer: Atheismus – in neuer Gestalt? (= Forum Fundamentaltheologie. Band 1). Lang, Frankfurt am Main/Berlin/Bern/Bruxelles/New York/Oxford/Wien 2012, ISBN 3-631-62584-7.
- Achsenzeit, Apokalyptik, Gnade. Zur Hermeneutik des christlichen Glaubens. Echter, Würzburg 2015, ISBN 3-429-03891-X.
- als Herausgeber: Apologie und Glaubensrechenschaft zwischen Konfrontation und Korrelation. Überlegungen zur Struktur gegenwärtiger Fundamentaltheologie (= Veröffentlichungen der Akademie Caritas-Pirckheimer-Haus. Band 15). Echter, Würzburg 2017, ISBN 3-429-03974-6.